# Conchas Dam
Conchas Dam – jednostka osadnicza w Stanach Zjednoczonych, w stanie Nowy Meksyk, w hrabstwie San Miguel.